# Evva Lajos
Evva Lajos (Kétfegyvernek, 1851. augusztus 17. – Budapest, 1912. október 12.) színházigazgató, író, műfordító.

## Élete
1851. augusztus 17-én született a Hont megyei Felső Fegyverneken, 1851. augusztus 25-én keresztelték. Atyja Ewa Ferenc hites ügyvéd és földbirtokos volt, akit a szabadságharc után másfél évi olmützi várfogságra ítéltek, majd főszolgabíró és kincstári hivatalnok lett. Édesanyja Broczky Emília.
Iskoláit Szatmáron fejezte be majd 1870-ben Budapesten tanári oklevelet szerzett. 1871-től a Nemzeti Múzeum könyvtárában dolgozott, és a Reform című lapban zenei szakcikkeket publikált. 1875. október 19-én Rákosi Jenő igazgatása alatt a Népszínházhoz került, ahol előbb írnok volt, azután gazdaellenőr, titkár, dramaturg, végül rendező lett. 1881. október 16-án átvette a színház igazgatását és azt olyan virágzásra emelte, melyhez foghatóra a színházak történetében kevés példa van. Tudott alkalmazkodni a közízléshez, de nem hanyagolta el az irodalmi szempontokat sem; figyelmet fordított a régibb népszínműre és fejlesztette az újabbat. Blaha Lujza mellett ekkor nőtt fel az első vonalba Hegyi Aranka, Pálmay Ilka és Küry Klára, s aratta nagy sikereit Kassai Vidor és Szirmai Imre. 1893. november 20-án Evva Lajos igazgatása alatt volt a 4000-ik előadás, — míg 1881-től 1897-ig 5369 előadást tartott a Népszínházban, mely idő alatt 66 eredeti népszínművet mutatott be, e mellett operák is voltak a műsoron. A Népszínház műsora számára 53 darabot fordított le, részben csak a verseket, míg a prózában Fái J. Béla volt a munkatársa. Igen sok népszínműhöz zenét is komponált. 1879. szeptember 1-én nőül vette Rákosi Jenő húgát, Mártát. 1896. október 16-án megvált a Népszínház igazgatásától.
1896-ban megszervezte a Magyar Színház Rt-ot, melynek igazgatását 1898. június 11-én átvette, erről azonban nemsokára lemondott. 1906-ban ismét elnöke lett. Későbbi éveiben a Vigadó bérlője volt. Elhunyt 1912. október 12-én reggel fél 8-kor, örök nyugalomra helyezték 1912. október 14-én délután a Kerepesi úti temetőben. Koporsója fölött Szirmai Imre mondott búcsúztatót. 2004 óta védett sírja a Nemzeti Sírkert része.
Eugène Scribe két regényén kívül sok színdarabot fordított, zenetörténeti cikkeket, színibírálatokat írt.